# Dominique Cina
Dominique Cina (Salgesch, 25 febbraio 1962) è un ex calciatore svizzero, di ruolo attaccante.

## Carriera

### Club
Ha sempre giocato nel campionato svizzero.

### Nazionale
Con la maglia della Nazionale scese in campo quattordici volte tra il 1984 e il 1987, ma non fu mai in grado di segnare una rete.